# Dirk de Beer
Dirk Laurie de Beer (Pretória, 2 de junho de 1963) é um aerodinamicista sul-africano que já trabalhou como chefe de aerodinâmica nas equipes da Lotus, Ferrari, Williams, Renault e Alpine.

## Carreira
Dirk de Beer começou sua carreira na Swift Engineering, onde trabalhou principalmente em projetos para a IndyCar até que a companhia deixou a categoria em 2000. Foi pedido então para ele juntar-se a Sauber na Suíça, onde a equipe estava trabalhando em um vasto túnel de vento para que fosse aberto em 2003. de Beer transformou-se então no aerodinamicista principal da Sauber até a equipe ser assumida pela BMW. Em 2008, de Beer mudou-se para a Renault F1 Team como chefe de aerodinâmica, onde conheceu Dave Wheater e trabalhou com o italiano Dino Toso até que este último foi forçado a sair da equipe por causa de um câncer, com de Beer assumindo de vez as tarefas de Toso. Ele foi chefe de aerodinâmica em Enstone desde então, trabalhando com os diretores técnicos Bob Bell e James Allison, permaneceu no cargo mesmo após a equipe Renault ser transformação em Lotus F1 Team.
Ele deixou a equipe britânica em 2013, para ocupar o cargo de chefe de aerodinâmica na Ferrari, seguindo James Allison que já havia trocada a Lotus pela escuderia italiana. Ele saiu da Ferrari em 2016 e, foi substituído por David Sanchez após a saída do diretor técnico James Allison.
Em 16 de fevereiro de 2017, a Williams anunciou a contratação de Dirk de Beer como seu novo chefe de aerodinâmica. Na Williams, ele trabalhou ao lado de Dave Wheater, que foi temporariamente responsável pelo desempenho aerodinâmico da equipe após a partida de Jason Somerville no final de 2016. Ele começou a trabalhar na equipe inglesa em 1 de março de 2017. Após um início de temporada considerado abaixo da expectativa, a equipe Williams anunciou sua demissão no dia 30 de maio de 2018.
No início de novembro de 2019, a Renault (atual Alpine)  anunciou que seu chefe de aerodinâmica, Pete Machin, deixaria a equipe com efeito imediato e, que ele seria substituído por Dirk de Beer. Ele deixou a equipe em março de 2024.